# Domenico Fischietti
Domenico Fischietti (Nàpols, 1725 - Salzburg, 1810) fou un compositor italià molt orientat cap al gènere còmic.

## Biografia
Va estudiar al Conservatori de Sant'Onofrio a Porta Capuana sota la direcció de Leonardo Leo i Francesco Durante. Va debutar el 1742 amb L'Armindo al Teatre Fiorentini de Nàpols. El 1755 estava a Venècia per representar Lo speziale, la primera òpera d'un llibret de Carlo Goldoni. Per aquesta obra a Venècia i en altres llocs va obtenir un gran èxit en la representació de diversos drammi giocosi goldonians: La ritornata di Londra (1756), Il mercato di Malmantile (1758), Il signor dottore (1758) i La fiera di Sinigaglia. El 1764 viatja a Praga com a director d'una companyia teatral i el 1766 a Dresden, va ser nomenat mestre de capella de la cort i també va tenir el càrrec de director de música sacra al costat de Johann Gottlieb Naumann i de director de l'òpera buffa. El 1772 va sortir de Dresden i es va dirigir primer a Viena i després a Salzburg, on es va convertir en el mestre de capella del Príncep-Arquebisbe comte Hieronymus de Colloredo-Mannsfeld. Fins al 1783 el seu nom va estar vinculat a la posició de mestre de capella titular i, a continuació, les pistes de Fischietti es van perdre.

## Òperes
- L'Armindo (commedia per musica, llibret de Paolo Saracino, 1742, Nàpols)
- L'abate Collarone (llibret de Pietro Trinchera, 1749, Nàpols)
- Il pazzo per amore (commedia per musica, 1752, Nàpols)
- La finta sposa (commedia per musica, 1753, Palerm)
- La Sulamitide (commedia per musica, revisió de la precedent, 1753, Florència)
- Artaserse (dramma per musica, llibret de Pietro Metastasio, 1754, Piacenza)
- Lo speziale (dramma giocoso, llibret de Carlo Goldoni, 1755, Venècia)
- Solimano (dramma per musica, llibret de Gianambrogio Migliavacca, 1755, Venècia)
- La ritornata di Londra (dramma giocoso, llibret de Carlo Goldoni, 1756, Venècia)
- Il mercato di Malmantile (dramma giocoso, llibret de Carlo Goldoni, 1758, Venècia)
- Il signor dottore (dramma giocoso, llibret de Carlo Goldoni, 1758, Venècia)
- Semiramide (dramma per musica, llibret de Pietro Metastasio, 1759, Nàpols)
- La fiera di Sinigaglia (dramma giocoso, llibret de Carlo Goldoni, 1760, Roma)
- Tetide (1760, Viena)
- Siface (dramma per musica, llibret de Pietro Metastasio, 1761, Venècia)
- L'Olimpiade (dramma per musica, llibret de Pietro Metastasio, 1763, Praga)
- La donna di governo (dramma giocoso, llibret de Carlo Goldoni, 1763, Praga)
- Alessandro nell'Indie (dramma per musica, llibret de Pietro Metastasio, 1764, Praga)
- Volosego, re di Parti (dramma per musica, llibret d'Apostolo Zeno, 1764, Praga)
- Il dottore (dramma giocoso, revisió de Il signor dottore, 1764, Crema)
- Nitteti (dramma per musica, llibret de Pietro Metastasio, 1765, Praga)
- Les Metamorphoses de l'amour ou Le tuteur dupé (intermède, 1769)
- Il bottanico novellista (dramma giocoso, revisió de Lo speziale, 1770, Treviso)
- Talestri, regina dell'amazzoni (opera drammatica, llibret de Maria Antonia Walpurgis von Sachsen, 1773, Salzburg)
- L'isola disabitata (azione per musica, llibret de Pietro Metastasio, 1774, Salzburg)
- Gli orti esperidi (serenata, llibret de Pietro Metastasio, 1775, Salzburg)
- Il creso (1776, Nàpols)
- Arianna e Teseo (dramma per musica, llibret de Pietro Pariati, 1777, Nàpols)
- La molinara (dramma giocoso, llibret de Filippo Livigni, 1778, Venècia)